# The Chronicles of Life and Death
The Chronicles of Life and Death je četvrti studijski album američkog rock sastava Good Charlotte, objavljen 5. listopada 2004.
Album je objavljen u dvije različite verzije: "Life" (život) i "Death" (smrt), te su imali različite omote, koje je dizajnirao gitarist Billy Martin. Singlovi s albuma su "Predictable", "I Just Wanna Live", "The Chronicles of Life and Death" i "We Believe". The Chronicles of Life and Death je bio jedini album Good Charlottea na kojem je sudjelovao bubnjar Chris Wilson.

## Popis pjesama

### Life verzija
1. "Once Upon a Time: The Battle of Life and Death"  – 2:24
2. "The Chronicles of Life and Death"  – 3:03
3. "Walk Away (Maybe)"  – 3:20
4. "S.O.S."  – 3:42
5. "I Just Wanna Live"  – 2:46
6. "Ghost of You"  – 4:50
7. "Predictable"  – 3:11
8. "Secrets"  – 3:53
9. "The Truth"  – 3:56
10. "The World Is Black"  – 3:06
11. "Mountain"  – 4:33
12. "We Believe"  – 3:51
13. "It Wasn't Enough"  – 3:24
14. "In This World (Murder)"  – 5:27
15. "Falling Away"  – 3:05
  - "Wounded" - 3:10 (skrivena pjesma)

### Death verzija
1. "Once Upon a Time: The Battle of Life and Death" – 2:24
2. "The Chronicles of Life and Death" – 3:03
3. "Walk Away (Maybe)" – 3:20
4. "S.O.S." – 3:42
5. "I Just Wanna Live" – 2:46
6. "Ghost of You" – 4:50
7. "Predictable" – 3:11
8. "Secrets" – 3:53
9. "The Truth" – 3:56
10. "The World Is Black" – 3:06
11. "Mountain" – 4:33
12. "We Believe" – 3:51
13. "It Wasn't Enough" – 3:24
14. "In This World (Murder)" – 5:27
15. "Meet My Maker" – 3:41
  - "Wounded" - 3:10 (skrivena pjesma)

## Top liste

### Album
| Godina | Top lista                         | Pozicija |
| ------ | --------------------------------- | -------- |
| 2004.  | ARIA Albums Chart                 | 1        |
| 2004.  | Austrija                          | 11       |
| 2004.  | Billboard 200                     | 3        |
| 2004.  | Billboard 200 - Kraj godine       | 171      |
| 2005.  | Billboard 200 - Kraj godine       | 117      |
| 2004.  | Billboard Comprehensive Albums    | 3        |
| 2005.  | Billboard European Top 100 Albums | 55       |
| 2004.  | Kanada                            | 2        |
| 2004.  | Alternativni albumi - Kanada      | 13       |
| 2004.  | Finska                            | 34       |
| 2004.  | Francuska                         | 32       |
| 2004.  | Italija                           | 20       |
| 2004.  | Novi Zeland                       | 11       |
| 2004.  | Švedska                           | 13       |
| 2004.  | Švicarska                         | 20       |
| 2004.  | Top Internet Albums               | 1        |
| 2004.  | UK                                | 8        |

### Singlovi
| Godina | Singl               | Top lista          | Pozicija |
| ------ | ------------------- | ------------------ | -------- |
| 2004.  | "I Just Wanna Live" | Top 40 Mainstream  | 36       |
| 2004.  | "Predictable"       | Modern Rock Tracks | 28       |
| 2004.  | "Predictable"       | Top 40 Mainstream  | 20       |

## Naklada
| Država     | Prodaja   | Naklada    |
| ---------- | --------- | ---------- |
| Australija | 70.000    | Platinasta |
| Austrija   | 15.000    | Zlatna     |
| Njemačka   | 100.000   | Zlatna     |
| UK         | 100.000   | Zlatna     |
| SAD        | 1.000.000 | Platinasta |